# 才能
才能（さいのう）は、ある個人が特定の分野において、訓練や学習を経ずに、または僅かなそれらによって、平均以上の能力や技術を身につけることができる素質や能力のことである。

## 解説
多くの場合、潜在的な可能性を指し、訓練によって習得される「技能（スキル）」とは区別される。
その語源は、新約聖書の『マタイによる福音書』第25章に登場する「タラントンのたとえ」に由来する。このたとえ話では、主人から預かった貨幣単位「タレントン（希: τάλαντον）」を有効に活用した僕（しもべ）が賞賛されており、後にこれが神から与えられた生来の能力を指す言葉として転用された。

## 科学的知見
現代の科学、特に行動遺伝学の見地からは、才能は遺伝的要因と環境的要因が複雑に相互作用して形成されると理解されている。知能や学業成績、特定の芸術的・身体的能力といった様々な人間の特性に対して、遺伝がどの程度影響するかは双生児研究などによって定量的に分析されている。個人の持つ遺伝的素質はあくまで可能性であり、その才能が開花するかどうかは、教育、家庭環境、文化的背景、そして本人の不断の努力といった後天的な要因に大きく左右される。したがって、「生まれか育ちか」という二元論ではなく、両者の相互作用の観点から才能を捉えることが重要である。

## 才能の育成
才能の育成は、教育学における重要なテーマの一つである。特に、特定の分野で突出した能力を示す子どもたちに対する教育は「ギフテッド教育」と呼ばれ、世界各国でその方法が模索されている。日本においても、文部科学省が「特定分野に特異な才能のある児童生徒」への支援の在り方を検討しており、個々の能力を最大限に伸長させるための個別最適化された学習の提供が課題となっている。
また、ある分野で一流のレベルに達するためには、長時間の集中的な練習が必要であるという考え方も広く知られている。マルコム・グラッドウェルが提唱した「1万時間の法則」は、才能の開花における努力の重要性を象徴する概念であるが、近年の研究では、練習の「量」だけでなく、その「質」や方法論、フィードバックの適切さが成功に不可欠であることが指摘されている。